# Bleptina frontalis
Bleptina frontalis is een vlinder uit de familie spinneruilen (Erebidae). De wetenschappelijke naam is voor het eerst geldig gepubliceerd in 1862 door Walker.
De soort komt voor in tropisch Afrika.